# Ogród dworski w Zagórzycach Dworskich
Ogród dworski w Zagórzycach Dworskich – ogród dworski znajdujący się w Zagórzycach Dworskich, w gminie Michałowice, w powiecie krakowskim.

## Historia
W XV wieku wieś Zagórzyce należała do Zygmunta Zagórskiego herbu Ostoja. Od XVI do końca XVIII wieku majątek był własnością klasztoru cystersów z Jędrzejowa. W kolejnych spisach z lat 1783–1791 figurował już dwór i folwark. W następnych latach wieś należała do różnych rodzin szlacheckich. W 1929 roku odnotowano, że ówczesny właściciel hrabia Władysław Tarło podarował 19 mosiężnych strażackich hełmów Ochotniczej Straży Pożarnej w Zagórzycach. Pod koniec II wojny światowej właściciel dóbr Zagórzyce Włodzimierz Szomański został rozstrzelany w lesie w Maszkowie. Jego siostra rozsprzedała ziemie, a budynek dworu darowała społeczności zagórzyckiej na cele oświatowe. Dwór murowany pochodzący z 1863 roku, w wyniku przebudowy w 1964 roku utracił wartość zabytkową. W miejsce stylowego dachu nadbudowano płaskie piętro a werandę wyburzono.
Wieś o nazwie Zagórzyce Dworskie powstała po parcelacji folwarku i gruntów dworskich w okresie międzywojennym.

## Park
Park powstał w XVIII wieku na trzech tarasach jako ogród włoski. W XIX wieku przekształcono go w park krajobrazowy, a na przełomie XIX i XX wieku utworzono ogród modernistyczny. Na górnym tarasie posadowiony był dwór. Wzdłuż zachodniej granicy prowadziła promenada, po obu jej stronach rosły graby, kasztanowce, lipy drobnolistne i topole. Park został wpisany do rejestru zabytków nieruchomych województwa małopolskiego.